# U-21-Fußball-Europameisterschaft 2017/Finalrunde
Dieser Artikel beschreibt die Finalrunde der U-21-Fußball-Europameisterschaft 2017 in Polen.

## Spielplan
|  | Halbfinale  | Halbfinale |             |         | Finale | Finale |
|  |             |            |             |         |        |        |
|  |             |            |             |         |        |        |
|  | England     | 2 (3)      |             |         |        |        |
|  | Deutschland | 12 (4)E    |             |         |        |        |
|  |             |            | Deutschland | 1       |        |        |
|  |             |            |             | Spanien | 0      |        |
|  | Spanien     | 3          |             |         |        |        |
|  | Italien     | 1          |             |         |        |        |
|  |             |            |             |         |        |        |

E Sieg im Elfmeterschießen

## Halbfinale

### England – Deutschland 2:2 n.V. (2:2, 1:1), 3:4 i.E.
| England                                               | England | Deutschland | Deutschland |
| ----------------------------------------------------- | --- | --- | ----------- |
| England                                               | \| 27. Juni 2017 um 18:00 Uhr in Tychy (Stadion Miejski) \| \| Zuschauer: 13.214 \| \| Schiedsrichter: Gediminas Mažeika ( Litauen) \| \| Spielbericht \| | \| 27. Juni 2017 um 18:00 Uhr in Tychy (Stadion Miejski) \| \| Zuschauer: 13.214 \| \| Schiedsrichter: Gediminas Mažeika ( Litauen) \| \| Spielbericht \| | Deutschland |
| England                                               | Jordan Pickford – Ben Chilwell, Alfie Mawson, Calum Chambers, Mason Holgate (106. Dominic Iorfa) – Demarai Gray (73. Nathan Redmond), Nathaniel Chalobah (66. Jacob Murphy), Will Hughes (86. John Swift), James Ward-Prowse – Tammy Abraham, Lewis Baker Cheftrainer: Adrian Boothroyd | Julian Pollersbeck – Yannick Gerhardt, Marc Oliver Kempf, Gideon Jung (80. Thilo Kehrer), Jeremy Toljan – Janik Haberer (102. Dominik Kohr) – Serge Gnabry (87. Nadiem Amiri), Maximilian Arnold , Max Meyer, Maximilian Philipp – Davie Selke (63. Felix Platte) Cheftrainer: Stefan Kuntz | Deutschland |
| England                                               | 1:1 Demarai Gray (41.) 2:1 Tammy Abraham (50.) | 0:1 Davie Selke (35.) 2:2 Felix Platte (70.) | Deutschland |
| England                                               | Elfmeterschießen | | Deutschland |
| England                                               | 1:1 Lewis Baker Pollersbeck hält Strafstoß von Tammy Abraham 2:2 Ben Chilwell 3:3 James Ward-Prowes Pollersbeck hält Strafstoß von Nathan Redmond | 0:1 Maximilian Arnold Pickford hält Strafstoß von Yannick Gerhardt 1:2 Maximilian Philipp 2:3 Max Meyer 3:4 Nadiem Amiri | Deutschland |
| England                                               | Hughes (11.), Chilwell (59.), Holgate (84.) | Selke (19.), Gnabry (81.), Kempf (108.), Arnold (113.) | Deutschland |
| England                                               | Spieler des Spiels: Julian Pollersbeck (Deutschland) | | Deutschland |
| 27. Juni 2017 um 18:00 Uhr in Tychy (Stadion Miejski) | | |             |
| Zuschauer: 13.214                                     | | |             |
| Schiedsrichter: Gediminas Mažeika ( Litauen)          | | |             |
| Spielbericht                                          | | |             |

### Spanien – Italien 3:1 (0:0)
| Spanien                                                 | Spanien | Italien | Italien |
| ------------------------------------------------------- | --- | --- | ------- |
| Spanien                                                 | \| 27. Juni 2017 um 21:00 Uhr in Krakau (Cracovia-Stadion) \| \| Zuschauer: 13.105 \| \| Schiedsrichter: Slavko Vinčić ( Slowenien) \| \| Spielbericht \|                                                                                       | \| 27. Juni 2017 um 21:00 Uhr in Krakau (Cracovia-Stadion) \| \| Zuschauer: 13.105 \| \| Schiedsrichter: Slavko Vinčić ( Slowenien) \| \| Spielbericht \| | Italien |
| Spanien                                                 | Kepa – Jonny Otto, Jesús Vallejo, Jorge Meré, Héctor Bellerín – Saúl, Marcos Llorente, Dani Ceballos (88. Mikel Oyarzabal) – Marco Asensio, Sandro Ramírez (78. Iñaki Williams), Gerard Deulofeu (82. Denis Suárez) Cheftrainer: Albert Celades | Gianluigi Donnarumma – Antonio Barreca, Daniele Rugani, Mattia Caldara, Davide Calabria – Federico Chiesa (61. Manuel Locatelli), Lorenzo Pellegrini, Roberto Gagliardini, Marco Benassi (87. Luca Garritano) – Federico Bernardeschi, Andrea Petagna (72. Alberto Cerri) Cheftrainer: Luigi Di Biagio | Italien |
| Spanien                                                 | 1:0 Saúl (53.) 2:1 Saúl (65.) 3:1 Saúl (74.) | 1:1 Federico Bernardeschi (62.) | Italien |
| Spanien                                                 | Benassi (45.+1′), Gagliardini (50.), Calabria (56.), Cerri (77.) | | Italien |
| Spanien                                                 | Gagliardini (58.) | | Italien |
| Spanien                                                 | Spieler des Spiels: Saúl (Spanien) | | Italien |
| 27. Juni 2017 um 21:00 Uhr in Krakau (Cracovia-Stadion) | | |         |
| Zuschauer: 13.105                                       | | |         |
| Schiedsrichter: Slavko Vinčić ( Slowenien)              | | |         |
| Spielbericht                                            | | |         |

## Finale

### Deutschland – Spanien 1:0 (1:0)
| Deutschland                                             | Deutschland | Spanien | Spanien | Aufstellung                           |
| ------------------------------------------------------- | --- | --- | ------- | ------------------------------------- |
| Deutschland                                             | \| 30. Juni 2017 um 20:45 Uhr in Krakau (Cracovia-Stadion) \| \| Zuschauer: 14.059 \| \| Schiedsrichter: Benoît Bastien ( Frankreich) \| \| Spielbericht \| | \| 30. Juni 2017 um 20:45 Uhr in Krakau (Cracovia-Stadion) \| \| Zuschauer: 14.059 \| \| Schiedsrichter: Benoît Bastien ( Frankreich) \| \| Spielbericht \|                                                                                 | Spanien | Aufstellung Deutschland gegen Spanien |
| Deutschland                                             | Julian Pollersbeck – Yannick Gerhardt, Marc Oliver Kempf, Niklas Stark, Jeremy Toljan – Janik Haberer (82. Dominik Kohr) – Serge Gnabry (81. Nadiem Amiri), Maximilian Arnold , Max Meyer, Mitchell Weiser – Maximilian Philipp (87. Levin Öztunali) Cheftrainer: Stefan Kuntz | Kepa – Jonny Otto (51. José Gayà), Jesús Vallejo, Jorge Meré, Héctor Bellerín – Dani Ceballos, Marcos Llorente (83. Borja Mayoral), Saúl – Gerard Deulofeu , Sandro Ramírez (71. Iñaki Williams), Marco Asensio Cheftrainer: Albert Celades | Spanien | Aufstellung Deutschland gegen Spanien |
| Deutschland                                             | 1:0 Mitchell Weiser (40.) | | Spanien | Aufstellung Deutschland gegen Spanien |
| Deutschland                                             | Arnold (47.), Haberer (50.), Stark (52.), Meyer (78.) | Saúl (43.), Llorente (54.), Vallejo (89.) | Spanien | Aufstellung Deutschland gegen Spanien |
| Deutschland                                             | Spieler des Spiels: Mitchell Weiser (Deutschland) | | Spanien | Aufstellung Deutschland gegen Spanien |
| 30. Juni 2017 um 20:45 Uhr in Krakau (Cracovia-Stadion) | | |         |                                       |
| Zuschauer: 14.059                                       | | |         |                                       |
| Schiedsrichter: Benoît Bastien ( Frankreich)            | | |         |                                       |
| Spielbericht                                            | | |         |                                       |